# Zhou Hongzhuan
Zhou Hongzhuan (Cangzhou, 12 dicembre 1988) è un'atleta paralimpica cinese specializzata nelle gare di velocità e negli 800 metri piani e appartenente alla categoria T53.

## Biografia
A causa di una poliomielite contratta all'età di tre anni, ha perso entrambe le gambe. Nel 2004 ha iniziato a praticare l'atletica leggera paralimpica e nel 2006 ha vestito per la prima volta la maglia della nazionale cinese ai campionati mondiali paralimpici di Assen, dove ha conquistato la medaglia d'argento nei 100 metri piani T53 e il quinto posto nei 200 metri piani T53. Nel 2008 ha vinto l'oro iridato negli 800 metri piani T53 ai Giochi paralimpici di Pechino, dove si è anche classificata seconda e terza rispettivamente nei 400 e 200 metri piani T53. Alla successiva edizione  dei campionati mondiali, quella di Christchurch 2011, ha ottenuto la medaglia di bronzo nei 100 e 200 metri piani T53, quella d'argento negli 800 metri pini T53 e quella d'oro nella staffetta 4×400 metri T53/54, dove con le connazionali ha fatto registrare il nuovo record del mondo di categoria.
Nel 2012 ha preso parte alla sua prima Paralimpiade: ai Giochi paralimpici di Londra ha conquistato il titolo di campionessa paralimpica dei 400 e 800 metri piani T53, mentre nei 200 metri piani T53 ha portato a casa la medaglia d'argento e quella di bronzo è arrivata nella gara dei 100 metri piani T53. Nel 2013 è stata campionessa mondiale paralimpica dei 400 e 800 metri piani T53 ai mondiali paralimpici di Lione e nel 2014, ai Giochi para-asiatici di Incheon, si è classificata seconda nei 100 metri piani T53 e prima nei 400, 800 e 1500 metri piani T53.
Ai campionati mondiali di atletica leggera paralimpica di Doha 2015 ha conquistato cinque medaglie: tre d'argento nei 400 e 800 metri piani T53 e nei 5000 metri piani T54 e due d'oro negli 1500 metri piani T54 e nella staffetta 4×400 metri T53/54. L'anno successivo ha preso parte ai Giochi paralimpici di Rio de Janeiro, dove le medaglie d'oro nei 400 e 800 metri piani T53 e nella staffetta 4×400 metri T53/54 sono state accompagnati tre nuovi record mondiali paralimpici.
Nel 2017 si è classificata nona nei 1500 metri piani T53 ai mondiali paralimpici di Londra, dove ha anche ricevuto due medaglie d'oro nei 400 e 800 metri piani T53 e una di bronzo nei 100 metri piani T53. A distanza di quasi un anno, ai Giochi para-asiatici di Giacarta ha conquistato quattro medaglie d'oro nei 100, 200, 400 e 800 metri piani T53.
Ai campionati mondiali di Dubai 2019 è stata vicecampionessa dei 100 e 400 metri piani T53 e ha conquistato la medaglia di bronzo negli 800 metri piani T53. Nel 2021 ha preso parte ai Giochi paralimpici di Tokyo, aggiudicandosi due medaglie d'argento nei 100 e 800 metri piani T53 e una medaglia di bronzo nei 400 metri piani T53.

## Palmarès
| Anno | Manifestazione       | Sede           | Evento           | Risultato | Prestazione | Note                                     |
| ---- | -------------------- | -------------- | ---------------- | --------- | ----------- | ---------------------------------------- |
| 2006 | Mondiali paralimpici | Assen          | 100 m piani T53  | Argento   | 18"20       |                                          |
| 2006 | Mondiali paralimpici | Assen          | 200 m piani T53  | 5ª        | 32"16       |                                          |
| 2006 | Mondiali paralimpici | Assen          | 400 m piani T53  | dq        | dq          |                                          |
| 2008 | Giochi paralimpici   | Pechino        | 200 m piani T53  | Bronzo    | 30"15       |                                          |
| 2008 | Giochi paralimpici   | Pechino        | 400 m piani T53  | Argento   | 55"28       |                                          |
| 2008 | Giochi paralimpici   | Pechino        | 800 m piani T53  | Oro       | 1'57"25     |                                          |
| 2011 | Mondiali paralimpici | Christchurch   | 100 m piani T53  | Bronzo    | 17"60       |                                          |
| 2011 | Mondiali paralimpici | Christchurch   | 200 m piani T53  | Bronzo    | 30"54       |                                          |
| 2011 | Mondiali paralimpici | Christchurch   | 400 m piani T53  | Finale    | dq          |                                          |
| 2011 | Mondiali paralimpici | Christchurch   | 800 m piani T53  | Argento   | 1'53"32     | Record asiatico                          |
| 2011 | Mondiali paralimpici | Christchurch   | 4×400 m T53/54   | Oro       | 3'46"11     | Record mondiale                          |
| 2012 | Giochi paralimpici   | Londra         | 100 m piani T53  | Argento   | 16"90       | Miglior prestazione personale            |
| 2012 | Giochi paralimpici   | Londra         | 200 m piani T53  | Bronzo    | 29"40       | Miglior prestazione personale            |
| 2012 | Giochi paralimpici   | Londra         | 400 m piani T35  | Oro       | 55"47       | Miglior prestazione personale            |
| 2012 | Giochi paralimpici   | Londra         | 800 m piani T53  | Oro       | 1'52"85     | Record paralimpico                       |
| 2013 | Mondiali paralimpici | Lione          | 400 m piani T53  | Oro       | 56"76       | Record dei campionati                    |
| 2013 | Mondiali paralimpici | Lione          | 800 m piani T53  | Oro       | 1'53"65     |                                          |
| 2014 | Giochi para-asiatici | Incheon        | 100 m piani T53  | Argento   | 17"11       |                                          |
| 2014 | Giochi para-asiatici | Incheon        | 400 m piani T53  | Oro       | 55"48       |                                          |
| 2014 | Giochi para-asiatici | Incheon        | 800 m piani T53  | Oro       | 1'57"24     |                                          |
| 2014 | Giochi para-asiatici | Incheon        | 1500 m piani T53 | Oro       | 3'33"28     |                                          |
| 2015 | Mondiali paralimpici | Doha           | 400 m piani T53  | Argento   | 57"97       |                                          |
| 2015 | Mondiali paralimpici | Doha           | 800 m piani T53  | Argento   | 1'53"95     |                                          |
| 2015 | Mondiali paralimpici | Doha           | 1500 m piani T54 | Oro       | 3'40"87     |                                          |
| 2015 | Mondiali paralimpici | Doha           | 5000 m piani T54 | Argento   | 12'11"22    |                                          |
| 2015 | Mondiali paralimpici | Doha           | 4×400 m T53/54   | Oro       | 3'43"54     | Record dei campionati                    |
| 2016 | Giochi paralimpici   | Rio de Janeiro | 100 m piani T53  | Argento   | 16"51       |                                          |
| 2016 | Giochi paralimpici   | Rio de Janeiro | 400 m piani T53  | Oro       | 54"43       | Record mondiale                          |
| 2016 | Giochi paralimpici   | Rio de Janeiro | 800 m piani T53  | Oro       | 1'47"45     | Record mondiale                          |
| 2016 | Giochi paralimpici   | Rio de Janeiro | 4×400 m T53/54   | Oro       | 3'32"11     | Record mondiale                          |
| 2017 | Mondiali paralimpici | Londra         | 100 m piani T53  | Bronzo    | 16"92       | Miglior prestazione personale stagionale |
| 2017 | Mondiali paralimpici | Londra         | 400 m piani T53  | Oro       | 55"22       | Record dei campionati                    |
| 2017 | Mondiali paralimpici | Londra         | 800 m piani T53  | Oro       | 1'54"72     |                                          |
| 2017 | Mondiali paralimpici | Londra         | 1500 m piani T53 | 9ª        | 3'26"29     |                                          |
| 2018 | Giochi para-asiatici | Giacarta       | 100 m piani T53  | Oro       | 17"01       |                                          |
| 2018 | Giochi para-asiatici | Giacarta       | 200 m piani T53  | Oro       | 33"68       |                                          |
| 2018 | Giochi para-asiatici | Giacarta       | 400 m piani T53  | Oro       | 1'00"29     |                                          |
| 2018 | Giochi para-asiatici | Giacarta       | 800 m piani T53  | Oro       | 2'01"39     |                                          |
| 2019 | Mondiali paralimpici | Dubai          | 100 m piani T53  | Argento   | 16"58       |                                          |
| 2019 | Mondiali paralimpici | Dubai          | 400 m piani T53  | Argento   | 57"65       |                                          |
| 2019 | Mondiali paralimpici | Dubai          | 800 m piani T53  | Bronzo    | 1'53"46     |                                          |
| 2021 | Giochi paralimpici   | Tokyo          | 100 m piani T53  | Argento   | 16"48       | Miglior prestazione personale stagionale |
| 2021 | Giochi paralimpici   | Tokyo          | 400 m piani T53  | Bronzo    | 57"29       |                                          |
| 2021 | Giochi paralimpici   | Tokyo          | 800 m piani T53  | Argento   | 1'47"66     | Miglior prestazione personale stagionale |
| 2023 | Mondiali paralimpici | Parigi         | 400 m piani T53  | Bronzo    | 53"62       | Record asiatico                          |
| 2024 | Mondiali paralimpici | Kōbe           | 100 m piani T53  | Oro       | 16"88       |                                          |
| 2024 | Mondiali paralimpici | Kōbe           | 400 m piani T53  | Oro       | 54"57       | Record dei campionati                    |
| 2024 | Mondiali paralimpici | Kōbe           | 800 m piani T53  | Oro       | 1'56"54     |                                          |
| 2024 | Giochi paralimpici   | Parigi         | 400 m piani T54  | Bronzo    | 55"09       |                                          |
| 2024 | Giochi paralimpici   | Parigi         | 800 m piani T54  | Bronzo    | 1'46"83     | Record asiatico                          |